# 種田村
種田村（たねだむら）は、富山県東礪波郡にかつて存在した自治体の1つ。

## 歴史・沿革
- 1889年（明治22年）4月1日 - 町村制の施行により、礪波郡高儀新村、庄新村、五ケ村、古上野村、筏村及び高野新村の区域をもって、礪波郡種田村が発足する。
- 1896年（明治29年）3月29日 - 郡制の施行のため、礪波郡が分割して、東礪波郡が発足により、東礪波郡に所属となる。
- 1913年（大正2年） - 大字高儀新村の一部を五鹿屋村編入し、その他を併せて花島と改称[3]。
- 1952年（昭和29年）6月1日 - 東礪波郡青島村、東山見村、雄神村及び種田村が合併して、東礪波郡庄川町が発足する。
- 2004年（平成16年）11月1日 - 砺波市及び東礪波郡庄川町が合併して、改めて砺波市が発足する。砺波市の一地区となる。